# Le Nain (téléfilm)
Pour les articles homonymes, voir Le Nain.

Le Nain est un téléfilm français réalisé par Pierre Badel et diffusé pour la première fois à la télévision française en 1961. Il est inspiré de la nouvelle Le Nain de Marcel Aymé.

## Synopsis
Dans un petit cirque de campagne, le numéro de Valentin, le nain, est l’un des clous du spectacle. Mais voilà qu’une nuit, il grandit d’un coup et se transforme en un beau jeune homme d’un mètre soixante-dix-huit. Tout d'abord fou de joie, il va se heurter à la dure réalité de la normalité.

## Fiche technique
- Réalisation : Pierre Badel, assisté de Régis Forissier
- Scénario : d'après la nouvelle Le Nain de Marcel Aymé
- Adaptation : Jean Cathelin
- Directeur de la photographie : André Bac
- Musique : Jacques Datin et Alain Goraguer
- Costumes : Monique Dunan
- Durée : 53 minutes
- Genre : Comédie dramatique
- Date de sortie : 19 mars 1961 sur la première chaîne de la RTF

## Distribution
- Roland Lacoste : Valentin, petit
- Jean Houbé : Valentin, grand
- Paul Frankeur : Barnaboum
- Évelyne Lacroix : Germina
- Jacques Gripel : Fifrelin
- Fernande Albany : Mary
- Dominique Davray : Alexandra
- Arthur Allan : Le clown Pataclac

## Autour du film
Ce film a été tourné en décors naturels dans les environs de Manosque et Draguignan. Le village où se situe l'action s'appelle Aups, en Haute-Provence. La plupart des figurants sont de véritables habitants du village.
Son scénario est signé Jean Cathelin, dont l'essai Marcel Aymé ou le paysan de Paris a reçu le prix Sainte-Beuve.
Il s'agit de l'un des tout premiers films à être directement produit par la RTF.

## DVD
En 2012, INA éditions a sorti un coffret 2DVD regroupant quatre adaptations télévisées de Marcel Aymé. Sorti dans la collection Les Inédits fantastiques, le coffret contient également La Bonne Peinture de Philippe Agostini avec Claude Brasseur, Le Passe-muraille et La Grâce, tous deux réalisés par Pierre Tchernia avec Michel Serrault et Roger Carel